# 천윤옥
천윤옥(千允玉, 1957년 4월 1일 ~ )은 대한민국의 제6대 충청북도 충주시의원이었다.

## 학력
- 용흥국민학교 졸업

## 경력
- 충주의료원 자문위원
- 충주시 이민여성농업인 맞춤교육위원
- 충주시 농산물도매시장 심의위원
- 충주시 농업기술센터 산학협동 심의위원
- 충주시 농정심의위원
- 충북도 한여농 이사
- 한여농 충주시 여성농업인 연합회장
- 충주시 용두동 부녀회장
- 한여농 제4기 비즈니스 아카데미 교육 수료
- 2010.07 ~ 2013.08 제6대 충청북도 충주시의회 의원
- 2010.07 ~ 2012.07 제6대 충청북도 충주시의회 전반기 산업건설위원회 위원
- 2012.07 ~ 2013.08 제6대 충청북도 충주시의회 후반기 의회운영위원회 위원
- 2012.07 ~ 2013.08 제6대 충청북도 충주시의회 후반기 산업건설위원회 위원
- 2013.08.08 민주당 탈당

## 수상
- 2006.12 충북도 여성농업인 대상
- 2008.05 새농민본상
- 2008.4 충주시장상
- 2009.11 농림수산식품부장관상
- 2009.12 한여농 중앙회장상
- 국무총리 표창

## 역대 선거 결과
| 실시년도 | 선거      | 대수 | 직책   | 선거구 | 정당   | 득표수   | 득표율          | 순위         | 당락 | 비고           |
| -------- | --------- | ---- | ------ | ------ | ------ | -------- | --------------- | ------------ | ---- | -------------- |
| 2010년   | 지방 선거 | 6대  | 시의원 | 충주시 | 민주당 | 52,035표 | \| \| 56.64% \| | 비례대표 1번 |      | 초선, 민선 5기 |
|          | 56.64%    |      |        |        |        |          |                 |              |      |                |